# Colophon whitei
Colophon whitei là một loài bọ cánh cứng thuộc họ Lucanidae. Nó là loài đặc hữu của Nam Phi.
Đây là loài được xếp vào danh sách các loài bị đe dọa trong sách Đỏ năm 2006.